# Rapisma propinquum
Rapisma propinquum is een insect uit de familie van de Ithonidae, die tot de orde netvleugeligen (Neuroptera) behoort. 
Rapisma propinquum is voor het eerst wetenschappelijk beschreven door P. Barnard & New in 1985.